# Labyrinthulomycetes
Labyrinthulomycetes је група хетеротрофних, углавном морских, протиста чији представници живе колонијално. Јединке су међусобно спојене мрежастим екстрацелуларним наставцима, на којима не постоји ћелијски зид. Живе као паразити на воденим биљкама, или као сапрофити на биљном материјалу у распадању. Формирају цисте са више јединки.

## Систематика
Класа Labyrinthulomycetes обухвата један ред са две фамилије. Фамилија Labyrinthulaceae се, према традиционалном схватању, састоји из једног рода. Савремена филогенетска истраживања указују на постојање три монофилетске кладе унутар класе лабиринтуломицета.
фамилија 

фамилија 